# قطار نوبل للمدفعية
كان قطار نوبل للمدفعية أو بعثة نوكس (بالإنجليزية: Noble train of artillery)‏ رحلة استكشافية بقيادة العقيد هنري نوكس في الجيش القاري لنقل الأسلحة الثقيلة التي تم الاستيلاء عليها في فورت تيكونديروجا إلى معسكرات الجيش القاري خارج بوسطن بماساتشوستس خلال شتاء 1775-1776.